# Grenzbefestigungen Bulgariens
Die Grenzbefestigungen Bulgariens stellten im Kalten Krieg bis 1990 wie die innerdeutsche Grenze und die Grenzbefestigungen der ČSSR eine ausgeprägte Grenzsicherungsanlage dar, mit der eine Flucht aus Bulgarien verhindert werden sollte.
Die Befestigung der Grenze Bulgariens zu den Nachbarstaaten Türkei, Griechenland und Jugoslawien waren zwar weniger aufwändig als beispielsweise zwischen der ČSSR und Westdeutschland, aber dennoch nur schwer durchlässig. So war vor allem in der DDR das Gerücht weit verbreitet, ein vergleichsweise einfacher Weg zur Flucht in den Westen führe über die Grenze nach Griechenland und in die Türkei. 
Die Grenze zur Türkei ist 270 km lang, die zu Griechenland 484 km, zu Serbien 318 km und zu Nordmazedonien 148 km.

## Grenze zu Griechenland und der Türkei
Ähnlich wie bei den Grenzanlagen der DDR und ČSSR befand sich der Grenzzaun aus Stacheldraht nicht unmittelbar auf der Grenzlinie, sondern bis zu mehrere hundert Meter von der eigentlichen Grenzlinie im Landesinneren im gebirgigen Gelände. Dahinter war eine 7 km breite Grenzzone, die von Militär (Bulgarische Streitkräfte) und Polizei sehr engmaschig überwacht wurde.

## Grenze zu Jugoslawien
Ab 1974 wurde auch die Grenze zu Jugoslawien mit Stacheldrahtzaun befestigt, hiernach begann die 2 km breite Grenzzone. Die unilaterale Befestigung der bulgarisch-jugoslawischen Grenze seitens Bulgariens rief in Jugoslawien starke Proteste hervor.

## Schießbefehl
Wie auch an der innerdeutschen Grenze galt an der Grenze Bulgariens zu Griechenland und der Türkei der Schießbefehl. Der Grenzübertritt wurde mit äußersten Mitteln zu verhindern versucht.
Wie nach dem Fall des Eisernen Vorhanges bekannt wurde, bestand zwischen Bulgarien und der DDR ein Abkommen, gemäß dem die Botschaft der DDR, für jeden an der Flucht aus der DDR Gehinderten, eine Prämie zahlte. Dabei kam es zu einer unbekannten Anzahl von Todesfällen. Noch im Juli 1989 wurde der Flüchtling Michael Weber an der bulgarisch-griechischen Grenze erschossen.

## Grenze heute
Die Grenze zu Griechenland ist heute weitgehend sogenannte „Grüne Grenze“. Der Grenzzaun wurde ab 1998 schrittweise abgebaut und auf griechischer Seite von Minen geräumt.
Der Grenzzaun zu Serbien bzw. Nordmazedonien wird seit 2003 sukzessive geräumt.
An der Grenze zur Türkei wurde der Grenzzaun nicht abgebaut, sondern bis ca. 2005 dem Verfall preisgegeben. Seit dem Beitritt Bulgariens zur Europäischen Union (2007) wurde die Grenzanlage im Rahmen des PHARE-Programms als EU-Außengrenze wieder ausgebaut und modernisiert. Mit einem neuen Zaunbau wurde 2014 begonnen. Abgeschlossen wurden die Arbeiten am neuen Zaun im Jahr 2017. Auch heute noch kommt es immer wieder in den Grenzgebieten zu Todesfällen.